# 尚西亚
尚西亚（法語：Chancia，法語發音：[ʃɑ̃sja]）是法国汝拉省的一个市镇，位于该省东南部，属于圣克洛德区。

## 地理
尚西亚（46°20'46"N, 5°38'33"E）面积2.41 平方千米，位于法国勃艮第-弗朗什-孔泰大區汝拉省，该省份为法国东部内陆省份，北起上索恩省，西北接科多尔省，西临索恩-卢瓦尔省，南至安省，东与杜省和瑞士接壤。
与尚西亚接壤的市镇（或旧市镇、城区）包括：多尔唐、孔德、拉旺西亚-埃佩尔西、莱克特、蒙屈塞勒、韦斯克勒。

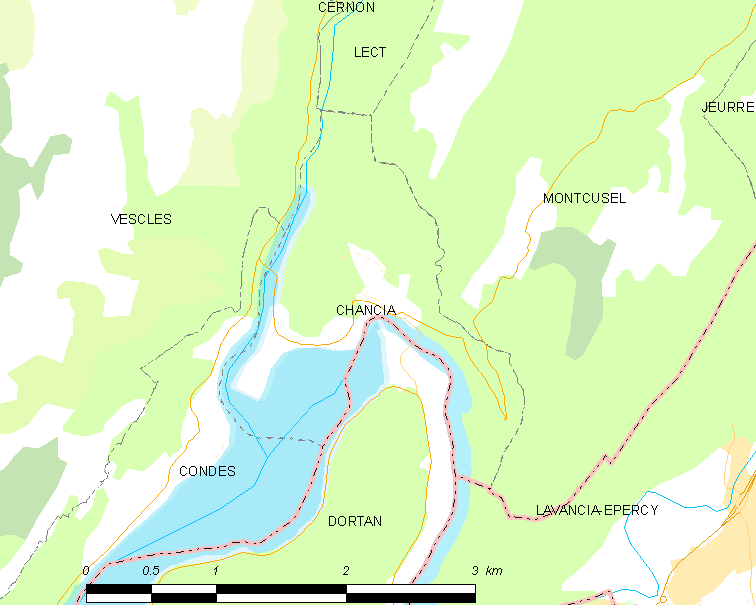
尚西亚的OSM定位图

尚西亚的时区为UTC+01:00、UTC+02:00（夏令时）。

## 行政
尚西亚的邮政编码为01590，INSEE市镇编码为39102。

## 政治
尚西亚所属的省级选区为穆瓦朗昂蒙塔涅县。

## 人口

1962-2008年间尚西亚人口变化图示

尚西亚于2022年1月1日时的人口数量为217人。